# Espace-temps (géographie)
Cet article concerne la notion géographique. Pour la notion physique, voir Espace-temps. Pour la revue en ligne, voir EspacesTemps.net.
L'espace-temps en géographie représente le temps nécessaire pour parcourir ou franchir un espace géographique, autrement dit un territoire donné. La mise en place de nouvelles infrastructures de transports permettant une plus grande vitesse provoque un raccourcissement de l'espace-temps.

## Définition
En géographie, la notion d'espace-temps est un néologisme datant du début de la décennie 1970. En Suède, c'est Torsten Hägerstrand qui en a forgé le concept, repris ensuite par de nombreux autres géographes.
L'accélération de la vitesse permise par les nouveaux moyens de transports a considérablement modifié la perception par l'homme du temps et des distances. Elle facilite la mobilité, ce qui accélère la mondialisation en cours (essor du tourisme, du commerce international, des migrations internationales, etc.
La notion d'espace-coût est complémentaire de celle d'espace-temps.